# گوشابیان
گوشابیان (نام علمی: Potamogetonaceae) تیره‌ای از قاشق‌واش‌سانان چندسالهٔ آبزی با حدود دو سرده و ۱۰۰ گونه است که پهنک blade برگ آنها شناور یا غوطه‌ور است و ساقهٔ آنها معمولاً بندبند و گل‌هایشان چهارپر و بدون گلبرگ است و میوهٔ آنها به‌صورت فندقهٔ یک تا چهارتایی یا شفت کوچک druplet است. به خانواده گوشابیان «تیره اوواش» هم گفته‌اند.
گوشابیان گیاهانی علفی آبزی شناور یا غوطه‌ور در آب بوده و دارای زمین‌ساقه (ریزوم) و گاهی نیز بن تقریباً غده ای هستند، برگها عموماً دو ردیفی متناوب، یا متقابل و گاهی دو شکل اند. نیام برگها گشوده یا بسته و دارای گوشوارک و پولک است. گل آذین انتهایی آن خارج از آب باز شده و به وسیله یک برگک چمچمه ای (اسپات) حفاظت می‌شود. گلها چهار پر و جز در گونه پوتاموژتون پکتیانوس فاقد برگک و پیش برگ هستند.
پرچم‌ها ۴ عدد و دارای باله پشتی کاسبرگ مانندند. برچه‌ها ۴ عدد (بندرت کمتر) آزاد یا به‌طور کاذب به هم متصل اند. کلاله بدون خامه است و گرده افشانی به وسیله باد و گاهی هم به وسیله آب صورت می‌گیرد. میوه شفت مانند و محتوی دانه بدون آلبومن است.
از این تیره ۸ گونه در آبهای شیرین یا کمی شور نقاط مختلف ایران می‌رویند.